# Maison forestière Wilfred-Owen
La maison forestière Wilfred-Owen est une maison forestière située dans le Bois-l'Évêque à Ors dans le Nord, conçue par l'artiste britannique Simon Patterson en 2011 dans le cadre du protocole des Nouveaux commanditaires.

## Historique
Wilfred Owen est un poète et soldat britannique tué lors des combats sur le canal de la Sambre le 4 novembre 1918. Il a passé la nuit avant sa mort avec d'autres combattants dans la cave de la maison forestière de l'Ermitage. Il est inhumé dans le carré militaire du cimetière communal d'Ors.
Sa mémoire fut redécouverte à l’initiative du maire de l’époque[Quand ?], Aimé Hurson, qui, voyant de nombreux touristes britanniques visiter cette tombe, a entrepris de mieux faire connaître Wilfred Owen.
Par la suite, pour commémorer sa mort, il a été décidé de transformer cette maison forestière en une œuvre d'art visuelle et sonore qui a été conçue par l'artiste Simon Patterson avec l'assistance de l'architecte Jean-Christophe Denise.  
L’œuvre fut réalisée dans le cadre de l'action Nouveaux commanditaires de la Fondation de France et produite par artconnexion.

## Description
La maison forestière Wilfred-Owen se compose de trois parties principales.
La maison elle-même a été évidée et ouverte comme un livre. Les murs de la haute salle ainsi créée sont revêtus de panneaux de verre sur lesquels des manuscrits de Wilfred Owen sont sérigraphiés et où sont projetés des poèmes militaires de Wilfred Owen, en français et en anglais, tels que Dulce Et Decorum Est. Ils sont également lus pendant les projections. Le jardin est une structure minérale circulaire avec des bancs et sur les murs, gravés des extraits de la dernière lettre de Wilfred Owen à sa mère. La cave enfin est laissée en l'état, simplement sonorisée avec une lecture en français et en anglais de cette même lettre.

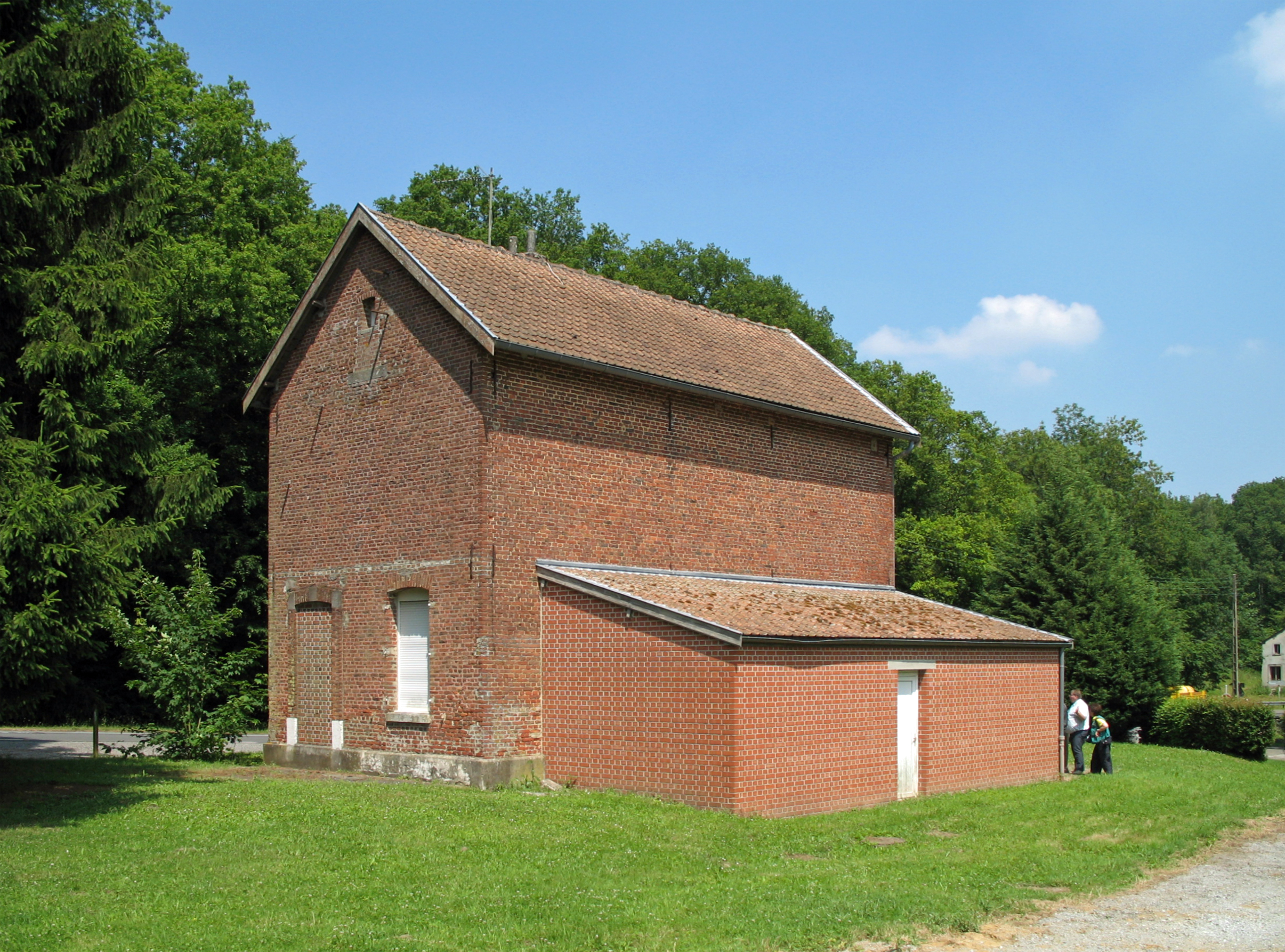
La maison forestière avant sa transformation
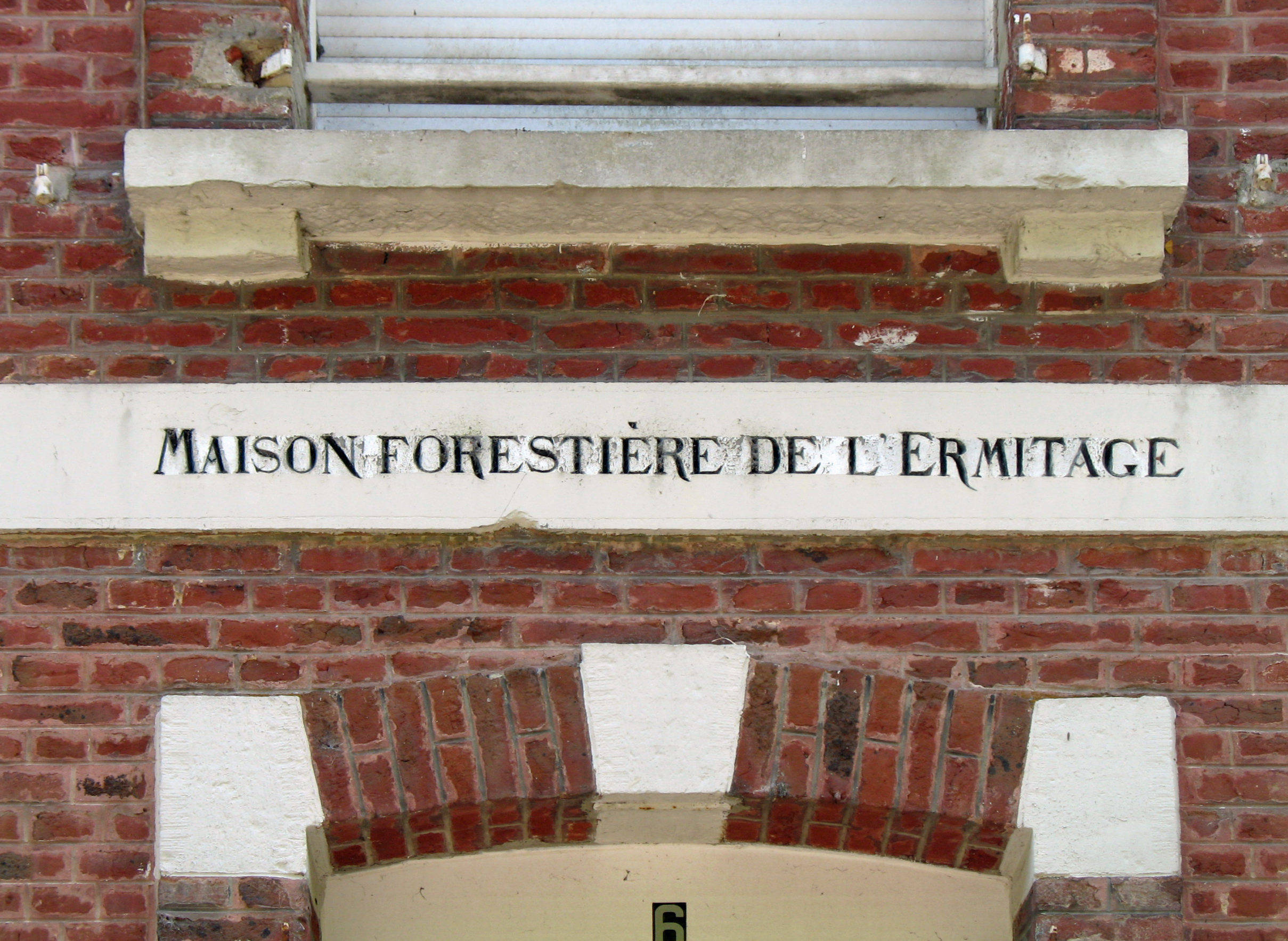
Détail de la façade de la maison forestière avant sa transformation